# Paralímnio
Paralímnio (Paralimnio) är en ort i Grekland.   Den ligger i prefekturen Nomós Serrón och regionen Mellersta Makedonien, i den nordöstra delen av landet, 300 km norr om huvudstaden Aten. Paralímnio ligger 22 meter över havet och antalet invånare är 525.
Terrängen runt Paralímnio är platt. Runt Paralímnio är det ganska glesbefolkat, med 30 invånare per kvadratkilometer. Närmaste större samhälle är Serrai, 15,1 km nordväst om Paralímnio. Trakten runt Paralímnio består till största delen av jordbruksmark.